# Vélocimétrie

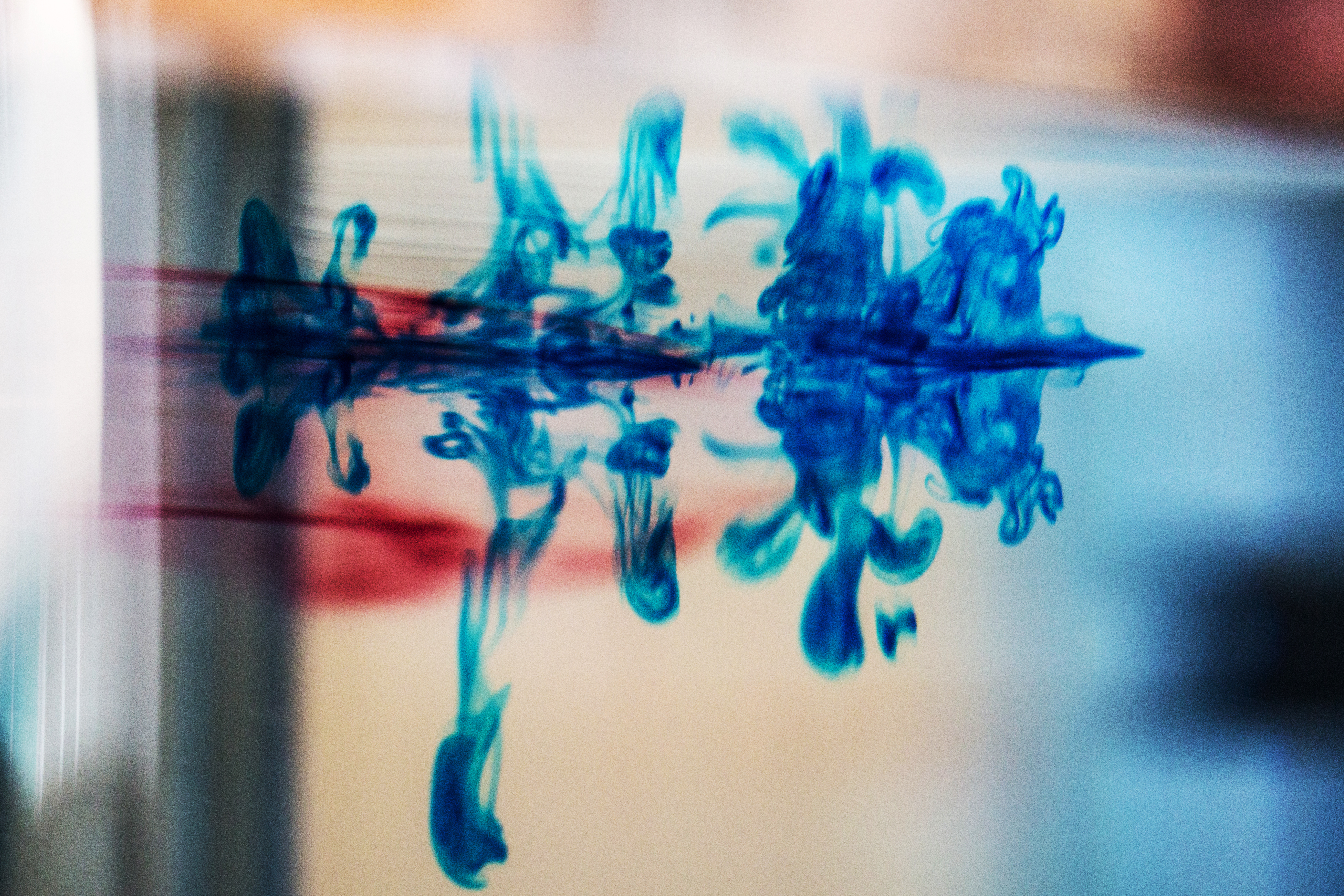
La vélocimétrie permet d'estimer la vitesse d'un fluide.

La vélocimétrie est une technique qui permet notamment de mesurer la vitesse et la direction d'un fluide, l'air par exemple.

## Vélocimétrie Doppler globale
Comme son nom l'indique, elle fonctionne sur le principe de l'effet Doppler.
Cet effet a été observé selon les ondes acoustiques mais fonctionne également sur les ondes électromagnétiques (entre autres les ondes lumineuses). En fonction de la vitesse des particules se trouvant dans le fluide, la lumière diffusée par celles-ci n'aura pas la même longueur d'onde.
Ce type de vélocimètre fonctionne aussi bien avec le laser que par ultrason. Les techniques pour récupérer les informations sont alors différentes mais le traitement des informations reste le même.

## Vélocimétrie laser
La vélocimétrie laser est une technique optique qui utilise les fines particules qui se trouvent dans l'air comme traceurs de l'écoulement. On peut ainsi mesurer les vitesses locales et leurs fluctuations.

## Vélocimétrie ultrasonore
Cette méthode comme précédemment expliqué repose sur l’effet Doppler. Lorsque le matériau diffuse les ultrasons (au besoin, on l’ensemence par des particules de 10 à 200 μm de diamètre, selon la fréquence des ultrasons utilisés), le signal rétrodiffusé vers l’émetteur forme un « speckle ultrasonore » dont l’amplitude et la phase traduisent la répartition spatiale des diffuseurs le long du faisceau ultrasonore.

## Vélocimétrie par suivi de particules fluorescentes
Dans cette méthode on n'a plus besoin d'une source lumineuse car la lumière vient des particules. Celles-ci ne sont pas fluorescentes d'elles-mêmes, il faut bien sûr les avoir traitées préalablement pour qu'elles produisent de la lumière.
On peut détecter cette fluorescence par divers procédés :
- caméra CCD ;
- CPM ou PM ;
- photodiode à avalanche.